# Hřibiny-Ledská
Hřibiny-Ledská (en allemand : Hribin et Großledetz) est une commune du district de Rychnov nad Kněžnou, dans la région de Hradec Králové, en République tchèque. Sa population s'élevait à 366 habitants en 2022.

## Géographie
Hřibiny-Ledská se trouve à 4 km au nord-ouest de Kostelec nad Orlicí, à 8 km à l'ouest-sud-ouest de Rychnov nad Kněžnou, à 26 km à l'est-sud-est de Hradec Králové et à 125 km à l'est-nord-est de Prague.
La commune est limitée par Lično au nord, par Třebešov et Libel à l'est, par Častolovice au sud, et par Olešnice à l'ouest.

## Histoire
La première mention écrite de la localité date de 1544.

## Administration
La commune se compose de trois sections :
- Hřibiny
- Ledská
- Paseky

## Galerie

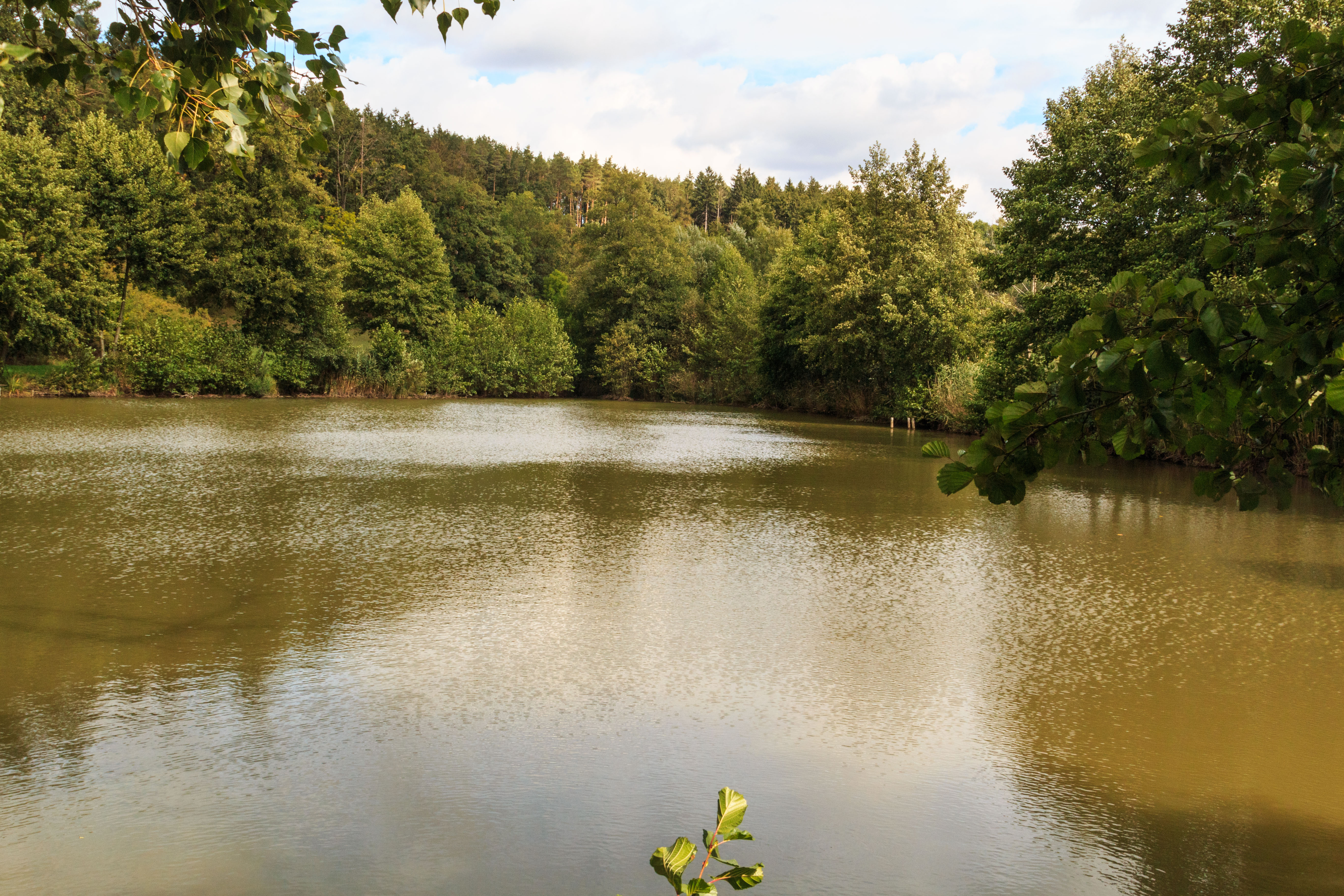
Étang Švandrlík u Ledské.

## Transports
Par la route, Hřibiny-Ledská se trouve à 11 km de Rychnov nad Kněžnou, à 30 km de Hradec Králové et à 148 km de Prague. 